# باشگاه فوتبال سپاهان در فصل ۹۲–۱۳۹۱
در این صفحه شما اطلاعات سپاهان اصفهان در فصل ۹۲–۱۳۹۱ فوتبال ایران را خواهید دید. سپاهان اصفهان در این فصل در لیگ برتر دوازدهم ، جام حذفی و لیگ قهرمانان آسیا ۲۰۱۳ شرکت کرد.

## بازیکنان

### تیم اولیه
آخرین بازبینی ۲۱ اردیبهشت ۱۳۹۲
|  | بازیکنان زیر ۲۳ سال |  | بازیکنان زیر ۲۱ سال |  | بازیکنان زیر ۱۹ سال |

|  | بازیکنانی که از تیم جدا شدند |

| ۱       | محمد باقر صادقی        | ایران     | GK         | ۱۳۹۱ | ۱ آوریل ۱۹۸۹ ‏(۳۵ سال)    | ذوب‌آهن اصفهان                | ۱۱  | ۰  |
| ۲۷      | مهدی امینی             | ایران     | GK         | ۱۳۹۱ | ۲۷ مارس ۱۹۹۶ ‏(۲۸ سال)    | (آکادمی سپاهان)              | ۰   | ۰  |
| ۳۰      | محمد ناصری             | ایران     | GK         | ۱۳۹۰ | ۱۶ مهٔ ۱۹۹۳ ‏(۳۱ سال)      | (آکادمی سپاهان)              | ۰   | ۰  |
| ۳۵      | شهاب گردان             | ایران     | GK         | ۱۳۹۱ | ۲۲ مهٔ ۱۹۸۴ ‏(۴۰ سال)      | پرسپولیس                     | ۱۷  | ۰  |
| ۳۶      | محمد محمودوند          | ایران     | GK         | ۱۳۹۱ | ۲ مارس ۱۹۸۵ ‏(۴۰ سال)     | ابومسلم                      | ۰   | ۰  |
| مدافعین |                        |           |            |      |                          |                              |     |    |
| ۳       | فرشید طالبی            | ایران     | CB         | ۱۳۹۱ | ۲۴ اوت ۱۹۸۱ ‏(۴۳ سال)     | ذوب‌آهن اصفهان                | ۲۹  | ۳  |
| ۵       | محمد علی احمدی         | ایران     | CB         | ۱۳۹۱ | ۲۴ ژوئن ۱۹۸۳ ‏(۴۱ سال)    | ذوب‌آهن اصفهان                | ۲۸  | ۰  |
| ۶       | میلان سوشاک            | استرالیا  | CB, RB     | ۱۳۹۱ | ۲۹ ژانویهٔ ۱۹۸۴ ‏(۴۱ سال)  | تیانجین تدا                  | ۱۱  | ۰  |
| ۱۱      | محسن ایران نژاد        | ایران     | LB, LWB    | ۱۳۹۱ | ۱۵ ژوئیهٔ ۱۹۸۵ ‏(۳۹ سال)   | شاهین بوشهر                  | ۱۵  | ۰  |
| ۱۷      | ابوالحسن جعفری         | ایران     | RB, RWB    | ۱۳۸۶ | ۲۱ ژوئیهٔ ۱۹۹۰ ‏(۳۴ سال)   | (آکادمی سپاهان), ملوان انزلی | ۵۱  | ۰  |
| ۱۸      | محمدحسین مرادمند       | ایران     | CB         | ۱۳۹۱ | ۲۲ ژوئن ۱۹۹۳ ‏(۳۱ سال)    | (آکادمی سپاهان)              | ۲   | ۰  |
| ۲۸      | احسان حاج صفی          | ایران     | LB, LWB    | ۱۳۸۵ | ۲۵ فوریهٔ ۱۹۹۰ ‏(۳۵ سال)   | (آکادمی سپاهان), تراکتورسازی | ۱۴۳ | ۲۲ |
| ۳۸      | اروین بولکو            | آلبانی    | RB, DM, RM | ۱۳۹۱ | ۳ مارس ۱۹۸۱ ‏(۴۴ سال)     | آزال باکو                    | ۲۱  | ۱  |
| هافبک‌ها |                        |           |            |      |                          |                              |     |    |
| ۴       | محرم نویدکیا (کاپیتان) | ایران     | AM         | ۱۳۷۷ | ۱ نوامبر ۱۹۸۲ ‏(۴۲ سال)   | (آکادمی سپاهان), بوخوم       | ۱۹۳ | ۴۰ |
| ۹       | مهدی جعفرپور           | ایران     | RM, RB     | ۱۳۸۴ | ۲۰ اوت ۱۹۸۴ ‏(۴۰ سال)     | (آکادمی سپاهان), پاس همدان   | ۱۱۹ | ۸  |
| ۱۰      | حسین پاپی              | ایران     | LM, RM     | ۱۳۸۳ | ۲۷ فوریهٔ ۱۹۸۵ ‏(۴۰ سال)   | (آکادمی سپاهان), سپاهان نوین | ۱۱۶ | ۱  |
| ۱۲      | علی کریمی              | ایران     | CM         | ۱۳۹۱ | ۱۱ فوریهٔ ۱۹۹۴ ‏(۳۱ سال)   | (آکادمی سپاهان)              | ۰   | ۰  |
| ۱۵      | امید ابراهیمی          | ایران     | DM         | ۱۳۸۹ | ۱۶ سپتامبر ۱۹۸۷ ‏(۳۷ سال) | شهرداری بندرعباس             | ۸۲  | ۱۴ |
| ۲۰      | احمد جمشیدیان          | ایران     | AM, RM     | ۱۳۸۷ | ۱۶ مهٔ ۱۹۸۴ ‏(۴۰ سال)      | راه‌آهن                       | ۱۱۵ | ۲۰ |
| ۲۳      | امین جهان عالیان       | ایران     | RM, AM     | ۱۳۹۱ | ۱۶ ژوئن ۱۹۹۱ ‏(۳۳ سال)    | (آکادمی سپاهان)              | ۱۸  | ۳  |
| ۲۴      | اکبر ایمانی            | ایران     | CM         | ۱۳۸۹ | ۲۱ مارس ۱۹۹۲ ‏(۳۲ سال)    | (آکادمی سپاهان)              | ۶   | ۰  |
| ۳۲      | حمیدرضا کاظمی          | ایران     | CM, AM     | ۱۳۹۰ | ۲۵ مهٔ ۱۹۹۲ ‏(۳۲ سال)      | (آکادمی سپاهان)              | ۱   | ۰  |
| مهاجمین |                        |           |            |      |                          |                              |     |    |
| ۸       | محمد غلامی             | ایران     | CF         | ۱۳۹۱ | ۱۳ فوریهٔ ۱۹۸۳ ‏(۴۲ سال)   | داماش گیلان                  | ۲۵  | ۰  |
| ۱۴      | جواهیر سوکای           | آلبانی    | CF         | ۱۳۹۱ | ۵ اکتبر ۱۹۸۷ ‏(۳۷ سال)    | گنچلربیرلیغی                 | ۴۲  | ۱۳ |
| ۲۱      | رادومیر جالووویچ       | مونته‌نگرو | CF         | ۱۳۹۱ | ۲۹ اکتبر ۱۹۸۲ ‏(۴۲ سال)   | آمکار پرم                    | ۲۶  | ۴  |
| ۲۵      | مهدی شریفی             | ایران     | CF         | ۱۳۹۱ | ۱۶ اوت ۱۹۹۲ ‏(۳۲ سال)     | (آکادمی سپاهان)              | ۰   | ۰  |
| ۲۶      | علی چوپانی             | ایران     | CF         | ۱۳۹۱ | ۲۶ آوریل ۱۹۹۳ ‏(۳۱ سال)   | (آکادمی سپاهان)              | ۰   | ۰  |
| ۳۳      | محمدرضا خلعتبری        | ایران     | CF, SS     | ۱۳۹۱ | ۱۴ سپتامبر ۱۹۸۳ ‏(۴۱ سال) | الوصل                        | ۳۲  | ۱۳ |

| شماره. | نام           | ملیت  | پست(ها) | اولین حضور | تاریخ تولد (سن)        | تیم پیشین   | بازی(ها) | گل(ها) |
| ------ | ------------- | ----- | ------- | ---------- | ---------------------- | ----------- | -------- | ------ |
| ۲۲     | رضا محمدی     | ایران | GK      | ۱۳۹۰       | ۱۴ ژوئن ۱۹۸۵ ‏(۳۹ سال)  | ایرانجوان   | ۸        | ۰      |
| ۲      | حسن اشجاری    | ایران | LB, LWB | ۱۳۹۰       | ۱ اوت ۱۹۷۹ ‏(۴۵ سال)    | استیل‌آذین   | ۳۸       | ۱      |
| ۶      | هادی تأمینی   | ایران | CB, SW  | ۱۳۹۰       | ۲۳ اوت ۱۹۸۱ ‏(۴۳ سال)   | ملوان انزلی | ۲۷       | ۲      |
| ۷      | میلاد زنیدپور | ایران | LM, RM  | ۱۳۹۱       | ۲۱ مارس ۱۹۸۶ ‏(۳۸ سال)  | داماش گیلان | ۶        | ۰      |
| ۴۰     | عادل کلاه کج  | ایران | CM, LM  | ۱۳۹۱       | ۲۱ فوریهٔ ۱۹۸۵ ‏(۴۰ سال) | مس کرمان    | ۸        | ۱      |

برای کسب اطلاعات بیشتر در مورد بازیکنان رزو و آکادمی صفحه سپاهان نوین را بررسی کنید.

### بازیکنان حاضر در لیگ برتر
۳۰ دی ۱۳۹۱.
| شماره |          | پست       | بازیکن                           |
| ----- | -------- | --------- | -------------------------------- |
| 1     | ایران    | دروازه‌بان | محمدباقر صادقی                   |
| 3     | ایران    | مدافع     | فرشید طالبی                      |
| 4     | ایران    | هافبک     | محرم نویدکیا (captain)           |
| 5     | ایران    | مدافع     | محمدعلی احمدی                    |
| 6     | استرالیا | مدافع     | میلان سوشاک                      |
| 8     | ایران    | مهاجم     | محمد غلامی                       |
| 9     | ایران    | هافبک     | مهدی جعفرپور                     |
| 10    | ایران    | هافبک     | حسین پاپی (3rd vice-captain)     |
| 11    | ایران    | مدافع     | محسن ایران نژاد                  |
| 12    | ایران    | هافبک     | علی کریمی                        |
| 14    | آلبانی   | مهاجم     | جواهیر سوکای                     |
| 15    | ایران    | هافبک     | امید ابراهیمی (2nd vice-captain) |
| 17    | ایران    | مدافع     | ابوالحسن جعفری                   |
| 18    | ایران    | مدافع     | محمدحسین مرادمند                 |

| شماره |           | پست       | بازیکن                           |
| ----- | --------- | --------- | -------------------------------- |
| 20    | ایران     | هافبک     | احمد جمشیدیان (1st vice-captain) |
| 21    | مونته‌نگرو | مهاجم     | رادومیر جالوویچ                  |
| 23    | ایران     | هافبک     | امین جهان عالیان                 |
| 24    | ایران     | هافبک     | اکبر ایمانی                      |
| 25    | ایران     | مهاجم     | مهدی شریفی                       |
| 26    | ایران     | مهاجم     | علی چوپانی                       |
| 27    | ایران     | دروازه‌بان | مهدی امینی                       |
| 28    | ایران     | مدافع     | احسان حاج صفی                    |
| 30    | ایران     | دروازه‌بان | محمد ناصری                       |
| 32    | ایران     | هافبک     | حمیدرضا کاظمی                    |
| 33    | ایران     | مهاجم     | محمدرضا خلعتبری                  |
| 35    | ایران     | دروازه‌بان | شهاب گردان                       |
| 36    | ایران     | دروازه‌بان | محمد محمودوند                    |
| 38    | آلبانی    | مدافع     | اروین بولکو                      |

## نقل و انتقالات

### تابستان
| شماره |           | نقش       | بازیکن                              |
| ----- | --------- | --------- | ----------------------------------- |
| ۱     | ایران     | دروازه‌بان | محمدباقر صادقی (از ذوب آهن)         |
| ۳     | ایران     | مدافع     | فرشید طالبی (از ذوب آهن)            |
| ۵     | ایران     | مدافع     | محمدعلی احمدی (از ذوب آهن)          |
| ۷     | ایران     | هافبک     | میلاد زنیدپور (از داماش گیلان)      |
| ۸     | ایران     | مهاجم     | محمد غلامی (از داماش گیلان)         |
| ۱۱    | ایران     | مدافع     | محسن ایران نژاد (از شاهین بوشهر)    |
| ۱۲    | ایران     | هافبک     | علی کریمی (از آکادمی سپاهان)        |
| ۱۸    | ایران     | مدافع     | محمدحسین مرادمند (از آکادمی سپاهان) |
| ۲۱    | مونته‌نگرو | مهاجم     | رادومیر جالوویچ (از آمکار پریم)     |
| ۲۳    | ایران     | هافبک     | امین جهان عالیان (از آکادمی سپاهان) |
| ۲۵    | ایران     | مهاجم     | مهدی شریفی (از آکادمی سپاهان)       |
| ۲۶    | ایران     | مهاجم     | علی چوپانی (از آکادمی سپاهان)       |
| ۲۷    | ایران     | دروازه‌بان | مهدی امینی (از آکادمی سپاهان)       |
| ۳۳    | ایران     | مهاجم     | محمدرضا خلعتبری (از الوصل)          |
| ۳۸    | آلبانی    | مدافع     | آروین بولکو (از آزال باکو)          |
| ۴۰    | ایران     | هافبک     | عادل کلاه کج (از مس کرمان)          |

| شماره |           | نقش       | بازیکن                              |
| ----- | --------- | --------- | ----------------------------------- |
| ۱     | ایران     | دروازه‌بان | محمدباقر صادقی (از ذوب آهن)         |
| ۳     | ایران     | مدافع     | فرشید طالبی (از ذوب آهن)            |
| ۵     | ایران     | مدافع     | محمدعلی احمدی (از ذوب آهن)          |
| ۷     | ایران     | هافبک     | میلاد زنیدپور (از داماش گیلان)      |
| ۸     | ایران     | مهاجم     | محمد غلامی (از داماش گیلان)         |
| ۱۱    | ایران     | مدافع     | محسن ایران نژاد (از شاهین بوشهر)    |
| ۱۲    | ایران     | هافبک     | علی کریمی (از آکادمی سپاهان)        |
| ۱۸    | ایران     | مدافع     | محمدحسین مرادمند (از آکادمی سپاهان) |
| ۲۱    | مونته‌نگرو | مهاجم     | رادومیر جالوویچ (از آمکار پریم)     |
| ۲۳    | ایران     | هافبک     | امین جهان عالیان (از آکادمی سپاهان) |
| ۲۵    | ایران     | مهاجم     | مهدی شریفی (از آکادمی سپاهان)       |
| ۲۶    | ایران     | مهاجم     | علی چوپانی (از آکادمی سپاهان)       |
| ۲۷    | ایران     | دروازه‌بان | مهدی امینی (از آکادمی سپاهان)       |
| ۳۳    | ایران     | مهاجم     | محمدرضا خلعتبری (از الوصل)          |
| ۳۸    | آلبانی    | مدافع     | آروین بولکو (از آزال باکو)          |
| ۴۰    | ایران     | هافبک     | عادل کلاه کج (از مس کرمان)          |

| شماره |       | نقش       | بازیکن                         |
| ----- | ----- | --------- | ------------------------------ |
| ۱     | ایران | دروازه‌بان | رحمان احمدی (به سایپا)         |
| ۶     | ایران | مدافع     | جلال حسینی (به پرسپولیس)       |
| ۷     | عراق  | مهاجم     | عماد رضا (به)                  |
| ۸     | ایران | مدافع     | محسن بنگر (به پرسپولیس)        |
| ۱۱    | ایران | هافبک     | مهدی کریمیان (به تراکتورسازی)  |
| ۱۶    | ایران | مدافع     | هاشم بیک زاده (به استقلال)     |
| ۱۸    | ایران | هافبک     | رضا ناصحی (به آلومینیوم)       |
| ۱۹    | برزیل | مهاجم     | برونو سزار (به النصر)          |
| ۲۱    | ایران | مدافع     | مهدی نصیری (به شاهین بوشهر)    |
| ۲۳    | ایران | مهاجم     | مهدی سیدصالحی (به تراکتورسازی) |
| ۲۵    | ایران | مدافع     | ایمان کیانی (به)               |
| ۲۶    | ایران | مدافع     | سعید لطفی (به)                 |
| ۲۷    | ایران | دروازه‌بان | هادی ریش اصفهانی (به استقلال)  |
| ۳۱    | ایران | مهاجم     | سردار آزمون (به روبین کازان)   |
| ۳۷    | برزیل | هافبک     | فابیو جانواریو (به استقلال)    |

| شماره |       | نقش       | بازیکن                         |
| ----- | ----- | --------- | ------------------------------ |
| ۱     | ایران | دروازه‌بان | رحمان احمدی (به سایپا)         |
| ۶     | ایران | مدافع     | جلال حسینی (به پرسپولیس)       |
| ۷     | عراق  | مهاجم     | عماد رضا (به)                  |
| ۸     | ایران | مدافع     | محسن بنگر (به پرسپولیس)        |
| ۱۱    | ایران | هافبک     | مهدی کریمیان (به تراکتورسازی)  |
| ۱۶    | ایران | مدافع     | هاشم بیک زاده (به استقلال)     |
| ۱۸    | ایران | هافبک     | رضا ناصحی (به آلومینیوم)       |
| ۱۹    | برزیل | مهاجم     | برونو سزار (به النصر)          |
| ۲۱    | ایران | مدافع     | مهدی نصیری (به شاهین بوشهر)    |
| ۲۳    | ایران | مهاجم     | مهدی سیدصالحی (به تراکتورسازی) |
| ۲۵    | ایران | مدافع     | ایمان کیانی (به)               |
| ۲۶    | ایران | مدافع     | سعید لطفی (به)                 |
| ۲۷    | ایران | دروازه‌بان | هادی ریش اصفهانی (به استقلال)  |
| ۳۱    | ایران | مهاجم     | سردار آزمون (به روبین کازان)   |
| ۳۷    | برزیل | هافبک     | فابیو جانواریو (به استقلال)    |

### زمستان
| شماره |          | نقش       | بازیکن                                |
| ----- | -------- | --------- | ------------------------------------- |
| ۶     | استرالیا | DF        | میلان سوشاک (from تیانجین تدا)        |
| ۲۸    | ایران    | مدافع     | احسان حاج صفی (بازگشت از تراکتورسازی) |
| ۳۵    | ایران    | دروازه‌بان | شهاب گردان (از پرسپولیس)              |
| ۳۶    | ایران    | دروازه‌بان | محمد محمودوند (بازیکن آزاد)           |

| شماره |          | نقش       | بازیکن                                |
| ----- | -------- | --------- | ------------------------------------- |
| ۶     | استرالیا | DF        | میلان سوشاک (from تیانجین تدا)        |
| ۲۸    | ایران    | مدافع     | احسان حاج صفی (بازگشت از تراکتورسازی) |
| ۳۵    | ایران    | دروازه‌بان | شهاب گردان (از پرسپولیس)              |
| ۳۶    | ایران    | دروازه‌بان | محمد محمودوند (بازیکن آزاد)           |

| شماره |       | نقش       | بازیکن                     |
| ----- | ----- | --------- | -------------------------- |
| ۲     | ایران | مدافع     | حسن اشجاری (به استقلال)    |
| ۶     | ایران | مدافع     | هادی تأمینی (به ملوان)     |
| ۷     | ایران | هافبک     | میلاد زنیدپور (به پیکان)   |
| ۲۲    | ایران | دروازه‌بان | رضا محمدی (به پرسپولیس)    |
| ۴۰    | ایران | هافبک     | عادل کلاه کج (به پرسپولیس) |

| شماره |       | نقش       | بازیکن                     |
| ----- | ----- | --------- | -------------------------- |
| ۲     | ایران | مدافع     | حسن اشجاری (به استقلال)    |
| ۶     | ایران | مدافع     | هادی تأمینی (به ملوان)     |
| ۷     | ایران | هافبک     | میلاد زنیدپور (به پیکان)   |
| ۲۲    | ایران | دروازه‌بان | رضا محمدی (به پرسپولیس)    |
| ۴۰    | ایران | هافبک     | عادل کلاه کج (به پرسپولیس) |

## مسابقات

### نتایج کلی
| مسابقات            | اولین مسابقه   | آخرین مسابقه         | رتبه/ مرحله    |
| ------------------ | -------------- | -------------------- | -------------- |
| لیگ برتر ۹۲–۹۱     | ۳۰ تیرماه ۱۳۹۱ | ۲۰ اردیبهشت ماه ۱۳۹۲ | سوم            |
| جام حذفی ۹۲–۹۱     | ۲۳ آذرماه ۱۳۹۱ | ۱۵ اردیبهشت ماه ۱۳۹۲ | قهرمان         |
| قهرمانان آسیا ۲۰۱۲ | ۲۹ شهریور ۱۳۹۱ | ۱۱ مهر ۱۳۹۱          | یک چهارم نهایی |
| قهرمانان آسیا ۲۰۱۳ | ۹ اسفند ۱۳۹۱   | ۱۰ اردیبهشت ۱۳۹۲     | مرحله گروهی    |

### لیگ برتر

#### جدول
| رتبه | تیم         | بازی | برد | مساوی | باخت | گل زده | گل خورده | گل تفاضل | امتیاز | صعود یا سقوط                               |
| ---- | ----------- | ---- | --- | ----- | ---- | ------ | -------- | -------- | ------ | ------------------------------------------ |
| ۱    | استقلال     | ۳۴   | ۱۹  | ۱۰    | ۵    | ۴۲     | ۱۸       | ۲۴+      | ۶۷     | صعود به مرحله گروهی لیگ قهرمانان آسیا ۲۰۱۴ |
| ۲    | تراکتورسازی | ۳۴   | ۱۸  | ۱۱    | ۵    | ۵۵     | ۳۲       | ۲۳+      | ۶۵     | صعود به مرحله گروهی لیگ قهرمانان آسیا ۲۰۱۴ |
| ۳    | سپاهان      | ۳۴   | ۱۹  | ۷     | ۸    | ۶۰     | ۳۳       | ۲۷+      | ۶۴     | صعود به مرحله گروهی لیگ قهرمانان آسیا ۲۰۱۴ |
| ۴    | فولاد       | ۳۴   | ۱۴  | ۱۴    | ۶    | ۵۲     | ۳۵       | ۱۷+      | ۵۶     | صعود به مرحله گروهی لیگ قهرمانان آسیا ۲۰۱۴ |
| ۵    | نفت تهران   | ۳۴   | ۱۴  | ۱۳    | ۷    | ۴۲     | ۲۹       | ۱۳+      | ۵۵     |                                            |
| ۶    | مس          | ۳۴   | ۱۳  | ۱۴    | ۷    | ۳۳     | ۲۲       | ۱۱+      | ۵۳     |                                            |
| ۷    | پرسپولیس    | ۳۴   | ۱۲  | ۱۴    | ۸    | ۴۱     | ۳۱       | ۱۰+      | ۵۰     |                                            |
| ۸    | راه‌آهن      | ۳۴   | ۱۲  | ۱۰    | ۱۲   | ۳۲     | ۳۵       | ۳−       | ۴۶     |                                            |
| ۹    | صبا         | ۳۴   | ۱۰  | ۱۵    | ۹    | ۳۷     | ۳۳       | ۴+       | ۴۵     |                                            |
| ۱۰   | سایپا       | ۳۴   | ۱۱  | ۱۲    | ۱۱   | ۳۷     | ۳۳       | ۴+       | ۴۵     |                                            |
| ۱۱   | داماش       | ۳۴   | ۱۱  | ۱۰    | ۱۳   | ۳۶     | ۴۳       | ۷−       | ۴۳     |                                            |
| ۱۲   | فجر سپاسی   | ۳۴   | ۱۰  | ۱۲    | ۱۲   | ۴۲     | ۳۸       | ۴+       | ۴۲     |                                            |
| ۱۳   | ملوان       | ۳۴   | ۹   | ۱۳    | ۱۲   | ۳۴     | ۳۹       | ۵−       | ۴۰     |                                            |
| ۱۴   | ذوب‌آهن      | ۳۴   | ۹   | ۱۱    | ۱۴   | ۳۶     | ۴۰       | ۴−       | ۳۸     | سقوط به مرحلهٔ پلی‌آف                        |
| ۱۵   | آلومینیوم   | ۳۴   | ۷   | ۱۴    | ۱۳   | ۲۶     | ۴۰       | ۱۴−      | ۳۵     | سقوط به لیگ آزادگان ۹۳–۱۳۹۲                |
| ۱۶   | صنعت نفت    | ۳۴   | ۴   | ۱۳    | ۱۷   | ۳۱     | ۶۰       | ۲۹−      | ۲۵     | سقوط به لیگ آزادگان ۹۳–۱۳۹۲                |
| ۱۷   | پیکان       | ۳۴   | ۶   | ۷     | ۲۱   | ۲۶     | ۶۶       | ۴۰−      | ۲۵     | سقوط به لیگ آزادگان ۹۳–۱۳۹۲                |
| ۱۸   | گهر دورود   | ۳۴   | ۳   | ۱۰    | ۲۱   | ۲۴     | ۵۹       | ۳۵−      | ۱۹     | سقوط به لیگ آزادگان ۹۳–۱۳۹۲                |

#### خلاصه نتایج
| مجموع | مجموع  | مجموع | مجموع | مجموع | مجموع | مجموع | مجموع | خانه | خانه | خانه | خانه | خانه | خانه | مهمان | مهمان | مهمان | مهمان | مهمان | مهمان |
| بازی  | امتیاز | پ     | ت     | ش     | گ‌ز    | گ‌خ    | ت‌گ    | پ    | ت    | ش    | گ‌ز   | گ‌خ   | ت‌گ   | پ     | ت     | ش     | گ‌ز    | گ‌خ    | ت‌گ    |
| ----- | ------ | ----- | ----- | ----- | ----- | ----- | ----- | ---- | ---- | ---- | ---- | ---- | ---- | ----- | ----- | ----- | ----- | ----- | ----- |
| ۳۴    | ۶۴     | ۱۹    | ۷     | ۸     | ۶۰    | ۳۳    | ۲۷+   | ۱۱   | ۲    | ۴    | ۳۱   | ۱۸   | ۱۳+  | ۸     | ۵     | ۴     | ۲۹    | ۱۵    | ۱۴+   |

آخرین بروزرسانی: 11 May 2013

منبع: Ipl Stats

پ = پیروزی؛ ت = تساوی؛ ش = شکست؛ گ‌ز = گل زده؛ گ‌خ = گل خورده؛ ت‌گ = تفاضل گل

#### خلاصه نتایج و وضعیت
| هفته  | ۱ | ۲ | ۳ | ۴ | ۵ | ۶ | ۷ | ۸ | ۹ | ۱۰ | ۱۱ | ۱۲ | ۱۳ | ۱۴ | ۱۵ | ۱۶ | ۱۷ | ۱۸ | ۱۹ | ۲۰ | ۲۱ | ۲۲ | ۲۳ | ۲۴ | ۲۵ | ۲۶ | ۲۷ | ۲۸ | ۲۹ | ۳۰ | ۳۱ | ۳۲ | ۳۳ | ۳۴ |
| ----- | - | - | - | - | - | - | - | - | - | -- | -- | -- | -- | -- | -- | -- | -- | -- | -- | -- | -- | -- | -- | -- | -- | -- | -- | -- | -- | -- | -- | -- | -- | -- |
| زمین  | خ | م | خ | م | خ | م | خ | م | خ | م  | خ  | م  | خ  | م  | خ  | خ  | م  | م  | خ  | م  | خ  | م  | خ  | م  | خ  | م  | خ  | م  | خ  | م  | خ  | م  | م  | خ  |
| نتیجه | پ | پ | ت | پ | ش | ش | پ | ت | پ | پ  | پ  | ت  | ش  | پ  | ش  | پ  | ت  | ش  | ش  | پ  | پ  | پ  | پ  | ت  | پ  | ش  | پ  | پ  | پ  | پ  | پ  | ت  | ش  | ت  |
| وضعیت | ۶ | ۳ | ۲ | ۱ | ۳ | ۷ | ۲ | ۳ | ۲ | ۱  | ۱  | ۱  | ۵  | ۴  | ۲  | ۲  | ۱  | ۲  | ۴  | ۴  | ۴  | ۴  | ۴  | ۴  | ۲  | ۳  | ۳  | ۳  | ۲  | ۲  | ۲  | ۲  | ۲  | ۲  |

آخرین بروزرسانی: ۱۱ مه ۲۰۱۳.
منبع: "Ipl".

زمین: م = مهمان، خ = خانه. نتیجه: ت = تساوی، ش = شکست، پ = پیروزی.

#### بازی‌ها
برد
      مساوی
      باخت
| تاریخ هفته | میزبان | نتیجه | مهمان | محل برگزاری |

| ۳۰ تیر ۱۳۹۱ ۱      | سپاهان     | ۱ – ۰  | مس کرمان    | اصفهان                                                            |
| ۲۰:۴۵ یوتی‌سی ۴:۳۰+ | تامینی ۴۷' | Report | باتس عنایتی | ورزشگاه: ورزشگاه فولادشهر تماشاگران: ۴٬۰۰۰ داور: شاهین حاج بابایی |

| ۴ مرداد ۱۳۹۱ ۲     | فولاد                         | ۱ – ۳  | سپاهان                                                                     | اهواز                                                        |
| ۲۲:۰۰ یوتی‌سی ۴:۳۰+ | شریفات ۴۲' · نوری · امیرآبادی | Report | جالوویچ ۱۹' · ابراهیمی ۳۸' · سوکای ۷۴' · زنیدپور · طالبی · کلاه کج · جعفری | ورزشگاه: ورزشگاه تختی اهواز تماشاگران: ۷٬۰۰۰ داور: محسن ترکی |

| ۱۰ مرداد ۱۳۹۱ ۳    | سپاهان                                                              | ۲ – ۲  | راه‌آهن                 | اصفهان                                                    |
| ۲۲:۰۰ یوتی‌سی ۴:۳۰+ | جالوویچ ۳۳' · کریمی ۸۱' (گل‌به‌خودی) · تامینی · طالبی · احمدی · جعفری | Report | شیری ۱۱' ۶۷' · عباسفرد | ورزشگاه: ورزشگاه فولادشهر تماشاگران: ۳٬۰۰۰ داور: حسن زرگر |

| ۱۶ مرداد ۱۳۹۱ ۴    | ذوب آهن                          | ۰ – ۴  | سپاهان                                                                                              | اصفهان                                                          |
| ۲۲:۰۰ یوتی‌سی ۴:۳۰+ | صادقیان صلصالی مسلمان سینا عشوری | Report | تامینی ۱۷' · جالوویچ ۴۸' · نویدکیا ۵۱' · جمشیدیان ۸۹' · خلعتبری · اشجاری · تامینی · کلاه کج · احمدی | ورزشگاه: ورزشگاه فولادشهر تماشاگران: ۴٬۰۰۰ داور: سعید بخشی زاده |

| ۲۸ مرداد ۱۳۹۱ ۵    | سپاهان | ۰ – ۲  | سایپا                              | اصفهان                                                     |
| ۲۲:۰۰ یوتی‌سی ۴:۳۰+ | طالبی  | Report | شهباززاده ۲۸' · غریبی ۹۳' · مارسیو | ورزشگاه: ورزشگاه فولادشهر تماشاگران: ۵٬۵۰۰ داور: محسن ترکی |

| ۲ شهریور ۱۳۹۱ ۶    | پیکان     | ۱ – ۰  | سپاهان        | تهران                                                              |
| ۱۹:۰۰ یوتی‌سی ۴:۳۰+ | مبعلی ۹۴' | Report | احمدی کلاه کج | ورزشگاه: ورزشگاه شهید دستگردی تماشاگران: ۶۰۰ داور: محمدرضا اکبریان |

| ۸ شهریور ۱۳۹۱ ۷    | سپاهان              | ۱ – ۰  | فجرسپاسی         | اصفهان                                                        |
| ۱۹:۰۰ یوتی‌سی ۴:۳۰+ | خلعتبری · سوکای ۸۵' | Report | جوکار شفیعی نظری | ورزشگاه: ورزشگاه فولادشهر تماشاگران: ۵٬۰۰۰ داور: تورج حق وردی |

| ۲۴ شهریور ۱۳۹۱ ۸   | صنعت نفت     | ۱ – ۱  | سپاهان            | آبادان                                                              |
| ۱۹:۴۵ یوتی‌سی ۴:۳۰+ | خالقی فر ۲۱' | Report | سوکای ۵۸' · سوکای | ورزشگاه: ورزشگاه تختی آبادان تماشاگران: ۷٬۰۰۰ داور: یدالله جهانبازی |

| ۲ مهر ۱۳۹۱ ۹       | سپاهان                                      | ۲ – ۰  | پرسپولیس              | اصفهان                                                           |
| ۱۸:۳۰ یوتی‌سی ۳:۳۰+ | کلاه کج ۵۱' · سوکای ۷۲' · جالوویچ · خلعتبری | Report | کاظمیان نوروزی معدنچی | ورزشگاه: ورزشگاه فولادشهر تماشاگران: ۷٬۰۰۰ داور: سعید مظفری زاده |

| ۶ مهر ۱۳۹۱ ۱۰      | ملوان | ۰ – ۲  | سپاهان                                                                   | بندر انزلی                                                           |
| ۱۷:۲۵ یوتی‌سی ۳:۳۰+ |       | Report | سوکای ۴۵' · جالوویچ ۶۷' · سوکای · جعفرپور · ابراهیمی · نویدکیا · جالوویچ | ورزشگاه: ورزشگاه تختی بندر انزلی تماشاگران: ۷٬۰۰۰ داور: تورج حق وردی |

| ۲ آذر ۱۳۹۱ ۱۱      | سپاهان                                                    | ۲ – ۱  | گهر درود                               | اصفهان                                                         |
| ۱۵:۱۵ یوتی‌سی ۳:۳۰+ | طالبی ۳۷' · خلعتبری ۸۹' · طالبی · بولکو · جعفری · مرادمند | Report | ترکاشوند ۳۴' · شفیعی · کاردوست · قاسمی | ورزشگاه: ورزشگاه فولادشهر تماشاگران: ۱٬۰۰۰ داور: رامین مهرپیشه |

| ۲۸ مهر ۱۳۹۱ ۱۲     | باشگاه فوتبال صبای قم           | ۱ – ۱  | سپاهان                                       | قم                                                                  |
| ۱۶:۵۰ یوتی‌سی ۳:۳۰+ | سلیمان فلاح ۹۳' · مومنی · بدرلو | Report | ابراهیمی ۹۱' · جهان عالیان · طالبی · جعفرپور | ورزشگاه: ورزشگاه یادگار امام قم تماشاگران: ۴٬۰۰۰ داور: محسن قهرمانی |

| ۴ آبان ۱۳۹۱ ۱۳     | سپاهان                          | ۱ – ۴  | تراکتورسازی                                                                            | اصفهان                                                     |
| ۱۶:۰۰ یوتی‌سی ۳:۳۰+ | ابراهیمی ۵۵' · جعفری · ابراهیمی | Report | سیدصالحی ۱۵' · سیدصالحی ۵۲' · فلاویو لوپز ۵۸' (پنالتی) · اشجاری ۹۱' (گل‌به‌خودی) · دهنوی | ورزشگاه: ورزشگاه فولادشهر تماشاگران: ۴٬۰۰۰ داور: محسن ترکی |

| ۹ آبان ۱۳۹۱ ۱۴     | نفت                                                         | ۳ – ۴  | سپاهان                                                                           | تهران                                                           |
| ۱۵:۳۰ یوتی‌سی ۳:۳۰+ | شکوری ۷' (پنالتی) · گوران ۱۵' · گوران ۵۸' · شکوری · باتیستا | Report | سوکای ۳۷' · ابراهیمی ۷۷' (پنالتی) · خلعتبری ۸۰' · ابراهیمی ۹۰' · خلعتبری · بولکو | ورزشگاه: ورزشگاه شهید دستگردی تماشاگران: ۶۰۰ داور: علیرضا فغانی |

| ۲۸ آبان ۱۳۹۱ ۱۵    | سپاهان                        | ۰ – ۱  | استقلال                                      | اصفهان                                                           |
| ۱۵:۱۵ یوتی‌سی ۳:۳۰+ | محمدرضا خلعتبری محمدعلی احمدی | Report | حیدری ۱۵' · امیرحسین صادقی · برهانی · نکونام | ورزشگاه: ورزشگاه فولادشهر تماشاگران: ۶٬۰۰۰ داور: سعید مظفزی زاده |

| ۸ آذر ۱۳۹۱ ۱۶      | سپاهان                                  | ۳ – ۰  | داماش              | اصفهان                                                       |
| ۱۵:۱۵ یوتی‌سی ۳:۳۰+ | خلعتبری ۵۰' · نویدکیا ۶۵' · خلعتبری ۸۳' | Report | رودباریان · مختاری | ورزشگاه: ورزشگاه فولادشهر تماشاگران: ۱٬۰۰۰ داور: محمد سیدعلی |

| ۱۳ آذر ۱۳۹۱ ۱۷     | آلومینیوم                                             | ۱ – ۱  | سپاهان                      | بندرعباس                                                          |
| ۱۵:۱۵ یوتی‌سی ۳:۳۰+ | پیرزاده ۵۲' · محمدزاده · ابرقویی · داداشوند · خاورپور | Report | خلعتبری ۲۴' · طالبی · احمدی | ورزشگاه: ورزشگاه خلیج فارس تماشاگران: ۸٬۰۰۰ داور: محمدرضا اکبریان |

| ۵ دی ۱۳۹۱ ۱۸       | مس                         | ۱ – ۰  | سپاهان | کرمان                                                                    |
| ۱۵:۰۰ یوتی‌سی ۳:۳۰+ | عنایتی ۱۸' · مسعود نظرزاده | Report | جعفری  | ورزشگاه: ورزشگاه شهید باهنر کرمان تماشاگران: ۵٬۰۰۰ داور: یدالله جهانبازی |

| ۱۰ دی ۱۳۹۱ ۱۹      | سپاهان  | ۰ – ۱  | فولاد                               | اصفهان                                                     |
| ۱۵:۰۰ یوتی‌سی ۳:۳۰+ | جالوویچ | Report | پریرا ۷۱' · شریفات · پریرا · جماعتی | ورزشگاه: ورزشگاه فولادشهر تماشاگران: ۲٬۰۰۰ داور: محسن ترکی |

| ۲۴ بهمن ۱۳۹۱ ۲۰    | راه آهن           | ۰ – ۱  | سپاهان                                         | تهران                                                           |
| ۱۵:۳۰ یوتی‌سی ۳:۳۰+ | کفشگری شیری کریمی | Report | سوکای ۸۱' · سوشاک · احمدی · بولکو · ایران نژاد | ورزشگاه: ورزشگاه راه آهن تماشاگران: ۱٬۵۰۰ داور: سعید مظفری زاده |

| ۲۴ دی ۱۳۹۱ ۲۱      | سپاهان                                                                           | ۴ – ۳  | ذوب آهن                                                      | اصفهان                                                        |
| ۱۵:۳۰ یوتی‌سی ۳:۳۰+ | سوکای ۶' · سوکای ۱۴' · ابراهیمی ۳۲' (پنالتی) · محرم نویدکیا ۸۹' (پنالتی) · جعفری | Report | رجب زاده ۲۹' · رجب زاده ۵۵' (پنالتی) · پهلوان ۷۷' · کاسپاروف | ورزشگاه: ورزشگاه فولادشهر تماشاگران: ۳٬۰۰۰ داور: محسن قهرمانی |

| ۲۹ دی ۱۳۹۱ ۲۲      | سایپا  | ۰ – ۳  | سپاهان                                                     | کرج                                                               |
| ۱۵:۳۰ یوتی‌سی ۳:۳۰+ | مارسیو | Report | خلعتبری ۴۵' · امین جهان عالیان ۵۹' · حاج صفی ۷۶' · حاج صفی | ورزشگاه: ورزشگاه انقلاب کرج تماشاگران: ۱٬۰۰۰ داور: البرز حاجی پور |

| ۵ بهمن ۱۳۹۱ ۲۳     | سپاهان                            | ۲ – ۰  | پیکان | اصفهان                                                           |
| ۱۵:۳۰ یوتی‌سی ۳:۳۰+ | نویدکیا ۶۳' · خلعتبری ۸۹' · بولکو | Report |       | ورزشگاه: ورزشگاه فولادشهر تماشاگران: ۱٬۵۰۰ داور: محمدرضا اکبریان |

| ۱۰ بهمن ۱۳۹۱ ۲۴    | فجرسپاسی                         | ۰ – ۰  | سپاهان  | شیراز                                                       |
| ۱۵:۰۰ یوتی‌سی ۳:۳۰+ | آفند قزلچی انصاری حسینی علیمحمدی | Report | خلعتبری | ورزشگاه: ورزشگاه حافظیه تماشاگران: ۵٬۰۰۰ داور: علیرضا فغانی |

| ۲۰ بهمن ۱۳۹۱ ۲۵    | سپاهان                                                 | ۳ – ۰  | صنعت نفت       | اصفهان                                                    |
| ۱۵:۳۰ یوتی‌سی ۳:۳۰+ | جهان عالیان ۲۱' · نویدکیا ۴۳' · نویدکیا ۵۳' · ابراهیمی | Report | مشکل پور برزای | ورزشگاه: ورزشگاه فولادشهر تماشاگران: ۵٬۰۰۰ داور: حسن زرگر |

| ۲۹ بهمن ۱۳۹۱ ۲۶    | پرسپولیس                       | ۱ – ۰  | سپاهان                                   | تهران                                                       |
| ۱۷:۱۵ یوتی‌سی ۳:۳۰+ | نوروزی ۹۲' · نقی زاده · پولادی | Report | طالبی · سوکای · ابراهیمی · گردان · سوشاک | ورزشگاه: ورزشگاه آزادی تماشاگران: ۲۰٬۰۰۰ داور: تورج حق وردی |

| ۳ اسفند ۱۳۹۱ ۲۷    | سپاهان                                    | ۳ – ۱  | ملوان     | اصفهان                                                        |
| ۱۶:۰۰ یوتی‌سی ۳:۳۰+ | حاج صفی ۲۶' · جمشیدیان ۷۶' · ابراهیمی ۸۳' | Report | حیدری ۸۹' | ورزشگاه: ورزشگاه فولادشهر تماشاگران: ۳٬۰۰۰ داور: محسن قهرمانی |

| ۱۴ اسفند ۱۳۹۱ ۲۸   | گهر                                    | ۱ – ۴  | سپاهان                                                       | دورود                                                       |
| ۱۵:۳۰ یوتی‌سی ۳:۳۰+ | نیک کار ۹۲' · امین ترکاشوند · خرسندنیا | Report | سوکای ۹' · خلعتبری ۴۵' · طالبی ۴۹' · جمشیدیان ۷۱' · ابراهیمی | ورزشگاه: ورزشگاه دورود تماشاگران: ۳٬۰۰۰ داور: محمدحسین اسدی |

| ۱۸ اسفند ۱۳۹۱ ۲۹   | سپاهان                              | ۲ – ۰  | صبا                 | اصفهان                                                     |
| ۱۶:۰۰ یوتی‌سی ۳:۳۰+ | جهان عالیان ۲۴' · سوکای ۷۳' · احمدی | Report | کاشی اسلامی رضائیان | ورزشگاه: ورزشگاه فولادشهر تماشاگران: ۳٬۰۰۰ داور: حسین زرگر |

| ۲۸ اسفند ۱۳۹۱ ۳۰   | تراکتورسازی                    | ۱ – ۳  | سپاهان                                        | تبریز                                                                   |
| ۱۵:۳۰ یوتی‌سی ۳:۳۰+ | کاروالیو ۸۶' · نصرتی · کریمیان | Report | خلعتبری ۱۵' · طالبی ۲۸' · نویدکیا ۵۳' · سوشاک | ورزشگاه: ورزشگاه یادگار امام تبریز تماشاگران: ۳۰٬۰۰۰ داور: علیرضا فغانی |

| ۱۷ فروردین ۱۳۹۲ ۳۱ | سپاهان                                                  | ۳ – ۱  | نفت                           | اصفهان                                                        |
| ۱۷:۳۰ یوتی‌سی ۳:۳۰+ | بولکو ۱۲' · خلعتبری ۴۵' · ابراهیمی ۸۹' (پنالتی) · بولکو | Report | منوچهری ۵۳' · حمیدنژاد · کامل | ورزشگاه: ورزشگاه فولادشهر تماشاگران: ۳٬۰۰۰ داور: محسن قهرمانی |

| ۲۶ فروردین ۱۳۹۲ ۳۲ | استقلال                                   | ۱ – ۱  | سپاهان                        | تهران                                                          |
| ۱۹:۰۰ یوتی‌سی ۳:۳۰+ | ایران نژاد ۹۳' (گل‌به‌خودی) · صادقی · موسوی | Report | نویدکیا ۶۶' · خلعتبری · طالبی | ورزشگاه: ورزشگاه آزادی تماشاگران: ۷۰٬۰۰۰ داور: سعید مظفری زاده |

| ۳۰ فروردین ۱۳۹۲ ۳۳ | داماش                                     | ۲ – ۱  | سپاهان                                   | رشت                                                        |
| ۱۷:۳۰ یوتی‌سی ۳:۳۰+ | حاجتی ۲۱' · متوسل زاده ۴۰' · کبه · مختاری | Report | خلعتبری ۹۳' · ابراهیمی · حاج صفی · بولکو | ورزشگاه: ورزشگاه عضدی تماشاگران: ۱۵٬۰۰۰ داور: تورج حق وردی |

| ۲۰ اردیبهشت ۱۳۹۲ ۳۴ | سپاهان                                       | ۲ – ۲  | آلومینیوم                                      | اصفهان                                               |
| ۱۸:۰۰ یوتی‌سی ۳:۳۰+  | خلعتبری ۲۸' · خلعتبری ۵۵' (پنالتی) · حاج صفی | Report | میداودی ۱۸' · شکوه مقام ۴۱' · روشنگر · ابرقویی | ورزشگاه: فولادشهر تماشاگران: ۶۰۰۰ داور: محسن قهرمانی |

### جام حذفی

#### بازی‌ها
برد
      مساوی
      باخت
| تاریخ مرحله | میزبان | نتیجه | مهمان | محل برگزاری |

| ۱۳ آذر ۱۳۹۱ ۱/۱۶   | سپاهان                 | ۲ – ۱  | فولاد             | اصفهان                                                |
| ۱۶:۱۵ یوتی‌سی ۳:۳۰+ | غلامی ۹' · خلعتبری ۸۵' | Report | پریرا ۶۰' · خالدی | ورزشگاه: فولادشهر تماشاگران: ۲٬۰۰۰ داور: محسن قهرمانی |

| ۳۰ آذر ۱۳۹۱ ۱/۸    | مس رفسنجان                   | ۰ – ۱ (و.ا.) | سپاهان                     | رفسنجان                                                              |
| ۱۴:۰۰ یوتی‌سی ۳:۳۰+ | کاویان فر عابدی محمودی جعفری | Report       | سوکای ۱۰۹' · احمدی · صادقی | ورزشگاه: ورزشگاه تختی رفسنجان تماشاگران: ۳٬۰۰۰ داور: سید مهدی سیدعلی |

| ۲۰ دی ۱۳۹۱ ۱/۴     | سپاهان                | ۲ – ۰  | صنعت نفت            | اصفهان                                                        |
| ۱۴:۳۰ یوتی‌سی ۳:۳۰+ | بولکو ۲۷' · طالبی ۶۱' | Report | رمضانی رسول نویدکیا | ورزشگاه: ورزشگاه فولادشهر تماشاگران: ۱٬۵۰۰ داور: علیرضا فغانی |

| ۱۰ فروردین ۱۳۹۲ ۱/۲                                         | استقلال                                     | ۱ – ۱ (و.ا.) (۴ – ۵ پنالتی)                                          | سپاهان                                | تهران                                                       |
| ۱۷:۰۰ یوتی‌سی ۳:۳۰+                                          | حاتمی ۶۴' · برهانی · مجیدی · نکونام · حیدری | Report                                                               | خلعتبری ۴۲' · خلعتبری · بولکو · طالبی | ورزشگاه: ورزشگاه آزادی تماشاگران: ۶۵٬۰۰۰ داور: علیرضا فغانی |
|                                                             | ضربات پنالتی                                |                                                                      |                                       |                                                             |
| جباری · ساموئل · محمدرضایی · صادقی · نکونام · رحمتی · حاتمی |                                             | بولکو · ابراهیمی · خلعتبری · حاج صفی · جمشیدیان · ایران نژاد · سوشاک |                                       |                                                             |

| ۱۵ اردیبهشت ۱۳۹۲ فینال             | پرسپولیس                                          | ۲ – ۲ (و.ا.) (۲ – ۴ پنالتی)               | سپاهان                                      | تهران                                                       |
| ۱۸:۰۰ یوتی‌سی ۳:۳۰+                 | انصاری فرد ۲۴' · نوری ۹۹' · حقیقی · نوری · ماهینی | Report                                    | سوکای ۵۹' · غلامی ۱۰۶' · خلعتبری · ابراهیمی | ورزشگاه: ورزشگاه آزادی تماشاگران: ۹۷٬۴۵۲ داور: علیرضا فغانی |
|                                    | ضربات پنالتی                                      |                                           |                                             |                                                             |
| نوروزی · ماهینی · حقیقی · نقی زاده |                                                   | بولکو · خلعتبری · امید ابراهیمی · حاج صفی |                                             |                                                             |

#### لیگ قهرمانان آسیا ۲۰۱۲

##### یک چهارم نهایی
برد
      مساوی
      باخت
| تاریخ مرحله | میزبان | نتیجه | مهمان | محل برگزاری |

| ۲۹ شهریور ۱۳۹۱ بازی رفت | سپاهان       | ۰ – ۰  | الاهلی                   | اصفهان، ایران                                               |
| ۲۰:۳۰ یوتی‌سی ۴:۳۰+      | محرم نویدکیا | Report | معتز الموسی ولید باخشوین | ورزشگاه: ورزشگاه فولادشهر تماشاگران: ۹٬۲۸۰ داور: من لیو کوک |

| ۱۱ مهر ۱۳۹۱ بازی برگشت | الاهلی                                                                         | ۴ – ۱  | سپاهان                       | جده، عربستان سعودی                                                    |
| ۲۰:۱۵ یوتی‌سی ۳:۰۰+     | سیموئز ۳۰' (پنالتی) · الحوسنی ۳۵' · الحوسنی ۴۵' · جیزاوی ۷۰' · جیزاوی · الخمیس | Report | طالبی ۳۷' · ابراهیمی · محمدی | ورزشگاه: ورزشگاه امیر عبدالله فیصل تماشاگران: ۱۶٬۸۳۸ داور: پیتر گیرین |

#### لیگ قهرمانان آسیا ۲۰۱۳

##### مرحله گروهی
برد
      مساوی
      باخت
| تاریخ مرحله | میزبان | نتیجه | مهمان | محل برگزاری |

| ۹ اسفند ۱۳۹۱ ۱     | سپاهان                         | ۳ – ۰  | النصر | اصفهان، ایران                                                    |
| ۱۹:۳۰ یوتی‌سی ۳:۳۰+ | سوکای ۲۲' · ۸۱' · ابراهیمی ۸۷' | Report |       | ورزشگاه: ورزشگاه فولادشهر تماشاگران: ۵٬۷۰۰ داور: یوییچی نیشیمورا |

| ۲۳ اسفند ۱۳۹۱ ۲    | الغرافه                                                                               | ۳ – ۱  | سپاهان                              | دوحه، قطر                                                 |
| ۱۸:۱۵ یوتی‌سی ۳:۰۰+ | أنس مبارک '۹ · سیسه ۱۶' · نینی '۲۷ · سیسه ۵۸' · برهان '۸۶ · الشمری '۹۰+۱ · صدیق ۲+۹۰' | Report | احمدی ۱۳' · احمدی '۶۲ · حاج صفی '۸۹ | ورزشگاه: ورزشگاه الغرافه تماشاگران: ۵٬۶۸۵ داور: لی مین هو |

| ۱۴ فروردین ۱۳۹۲ ۳  | سپاهان                                                    | ۲ – ۴  | الاهلی                                                        | اصفهان، ایران                                                      |
| ۲۰:۳۰ یوتی‌سی ۳:۳۰+ | سوکای ۳' · طالبی '۱۶ · خلعتبری '۲۵ · پاپی '۴۹ · طالبی ۸۶' | Report | سیموئز ۲۳' · سیموئز '۲۵ · سزار ۳۹' · الحوسنی ۴۶' · سیموئز ۶۵' | ورزشگاه: ورزشگاه فولادشهر تماشاگران: ۹٬۱۲۴ داور: ولادیسلاو تسیتلین |

| ۲۱ فروردین ۱۳۹۲ ۴  | الاهلی                                                                               | ۴ – ۱  | سپاهان                                                           | بریده، عربستان                                                       |
| ۲۰:۴۵ یوتی‌سی ۳:۰۰+ | بصاص ۴۴' · سزار '۴۷ · بصاص ۶۲' · سزار ۶۸' (پنالتی) · پالومینو '۷۱ · بدر الخمیس ۹۰+۱' | Report | سوشاک '۲۸ · ایران نژاد '۵۵ · جعفری '۶۲ · غلامی '۷۱ · جالوویچ ۸۲' | ورزشگاه: ورزشگاه ملک عبدالله تماشاگران: ۱۱٬۱۵۸ داور: دلوفسکی استربره |

| ۳ اردیبهشت ۱۳۹۲ ۵  | النصر                      | ۱ – ۲  | سپاهان                  | دوبی، امارات                                                   |
| ۲۰:۰۰ یوتی‌سی ۳:۰۰+ | حسن محمد ۷۱' · ماسکارا '۸۲ | Report | جالوویچ ۲۹' · غلامی ۷۹' | ورزشگاه: ورزشگاه آل مکتوم تماشاگران: ۴۰۰ داور: عبدالله الهلالی |

| ۱۰ اردیبهشت ۱۳۹۲ ۶ | سپاهان                                    | ۳ – ۱  | الغرافه  | اصفهان، ایران                                               |
| ۲۰:۳۰ یوتی‌سی ۳:۳۰+ | جهان عالیان ۱۱' · غلامی ۴۸' · خلعتبری ۵۵' | Report | صدیق ۴۴' | ورزشگاه: ورزشگاه فولادشهر تماشاگران: ۱٬۲۰۰ داور: ایدا جامپل |

### بازی‌های دوستانه
برد
      مساوی
      باخت
| تاریخ مرحله | میزبان | نتیجه | مهمان | محل برگزاری |

| ۶ تیر ۱۳۹۱ ۱       | سپاهان | ۰ – ۱  | نفتچی      | بولو، ترکیه |
| ۱۸:۰۰ یوتی‌سی ۲:۰۰+ |        | Report | فلاویو ۳۳' |             |

| ۸ تیر ۱۳۹۱ ۲       | سپاهان    | ۱ – ۱  | ولگا         | بولو، ترکیه |
| ۱۸:۳۰ یوتی‌سی ۲:۰۰+ | سوکای ۳۶' | Report | آلکسی ۸۷ p٫' |             |

| ۱۱ تیر ۱۳۹۱ ۳      | سپاهان | ۰ – ۳  | زسکا صوفیه                      | قزلچه‌حمام، ترکیه |
| ۱۶:۰۰ یوتی‌سی ۲:۰۰+ |        | Report | کودا ۴۶' · یانوف ۵۱' · مندز ۸۴' |                  |

| ۱۴ تیر ۱۳۹۱ ۴      | سپاهان | ۰ – ۰  | ویتورول کانستانای | قزلچه‌حمام، ترکیه |
| ۱۹:۰۰ یوتی‌سی ۲:۰۰+ |        | Report |                   |                  |

| ۲۲ تیر ۱۳۹۱ ۵      | سپاهان | ۰ – ۱  | نفت       | اصفهان، ایران                       |
| ۱۹:۰۰ یوتی‌سی ۳:۳۰+ |        | Report | مهدوی ۲۷' | ورزشگاه: کمپ جروکان تماشاگران: ۲۰۰۰ |

| ۲۶ تیر ۱۳۹۱ ۶      | سپاهان                     | ۲ – ۴  | تیم ملی جوانان                                | اصفهان، ایران                       |
| ۱۹:۰۰ یوتی‌سی ۳:۳۰+ | ایران نژاد ۵۰' · شریفی ۵۶' | Report | آزمون ۲۲' · ۴۴' · فاضلی ۳۹' · پهلوان نژاد ۴۲' | ورزشگاه: کمپ جروکان تماشاگران: ۱۵۰۰ |

| ۵ شهریور ۱۳۹۱ ۷    | سپاهان                | ۲ – ۰  | سنگ آهن بافق | اصفهان، ایران                      |
| ۱۷:۰۰ یوتی‌سی ۳:۳۰+ | سوکای ۲۶' · شریفی ۸۰' | Report |              | ورزشگاه: کمپ جروکان تماشاگران: ۵۰۰ |

| ۱۵ شهریور ۱۳۹۱ ۸   | الجهرا      | ۲ – ۱  | سپاهان                   | دوبی، امارات           |
| ۱۸:۰۰ یوتی‌سی ۳:۰۰+ | القملاس ۸۰' | Report | سوکای ۳۴' · ابراهیمی ۶۵' | ورزشگاه: ورزشگاه زعبیل |

| ۲۰ شهریور ۱۳۹۱ ۹   | سپاهان                             | ۳ – ۲  | امید سپاهان         | اصفهان، ایران                      |
| ۱۷:۰۰ یوتی‌سی ۳:۳۰+ | پاپی ۲۳' · سوکای ۵۵' · جالوویچ ۷۶' | Report | مفتول کار ۴۰' · ۸۲' | ورزشگاه: کمپ جروکان تماشاگران: ۲۰۰ |

| ۱۸ مهر ۱۳۹۱ ۱۰     | راه‌آهن       | ۱ – ۱  | سپاهان          | تهران، ایران                           |
| ۱۷:۰۰ یوتی‌سی ۳:۳۰+ | رزاقی‌راد ۱۲' | Report | جهان عالیان ۳۸' | ورزشگاه: ورزشگاه راه‌آهن تماشاگران: ۵۰۰ |

| ۱۹ آبان ۱۳۹۱ ۱۱    | سپاهان                                   | ۳ – ۰  | امید سپاهان | اصفهان، ایران                      |
| ۱۶:۰۰ یوتی‌سی ۳:۳۰+ | پاپی ۲۵' · جهان عالیان ۳۷' · نویدکیا ۷۱' | Report |             | ورزشگاه: کمپ جروکان تماشاگران: ۳۰۰ |

| ۲۲ آبان ۱۳۹۱ ۱۲    | سپاهان                | ۲ – ۴  | ذوب‌آهن                                     | اصفهان، ایران                         |
| ۱۵:۰۰ یوتی‌سی ۳:۳۰+ | طالبی ۳۶' · شریفی ۷۱' | Report | فرهادی ۲۷', ۷۶' · بارانی ۶۵' · صادقیان ۸۷' | ورزشگاه: کمپ باغ فردوس تماشاگران: ۶۰۰ |

## آمار

### گلزنان
این جدول شامل همهٔ رقابت‌ها می‌شود.
آخرین بروزرسانی ۲۰ فروردین ۱۳۹۲
| شماره.     | پست.       | نام              | لیگ برتر | جام حذفی | آسیا ۲۰۱۲ | آسیا ۲۰۱۳ | مجموع |
| ---------- | ---------- | ---------------- | -------- | -------- | --------- | --------- | ----- |
| ۳۳         | FW         | محمدرضا خلعتبری  | ۱۳       | ۲        | ۰         | ۱         | ۱۶    |
| ۱۴         | FW         | جواهیر سوکای     | ۱۱       | ۲        | ۰         | ۳         | ۱۶    |
| ۱۵         | MF         | امید ابراهیمی    | ۸        | ۰        | ۰         | ۱         | ۹     |
| ۴          | MF         | محرم نویدکیا     | ۸        | ۰        | ۰         | ۰         | ۸     |
| ۲۱         | FW         | رادومیر جالوویچ  | ۴        | ۰        | ۰         | ۲         | ۶     |
| ۳          | DF         | فرشید طالبی      | ۳        | ۱        | ۱         | ۱         | ۶     |
| ۲۳         | MF         | امین جهان عالیان | ۳        | ۰        | ۰         | ۱         | ۴     |
| ۸          | FW         | محمد غلامی       | ۰        | ۲        | ۰         | ۲         | ۴     |
| ۲۰         | MF         | احمد جمشیدیان    | ۳        | ۰        | ۰         | ۰         | ۳     |
| ۶          | DF         | هادی تأمینی      | ۲        | ۰        | ۰         | ۰         | ۲     |
| ۲۸         | DF         | احسان حاج صفی    | ۲        | ۰        | ۰         | ۰         | ۲     |
| ۳۸         | DF         | اروین بولکو      | ۱        | ۱        | ۰         | ۰         | ۲     |
| ۴۰         | MF         | عادل کلاه کج     | ۱        | ۰        | ۰         | ۰         | ۱     |
| ۵          | DF         | محمدعلی احمدی    | ۰        | ۰        | ۰         | ۱         | ۱     |
| گل به خودی | گل به خودی | گل به خودی       | ۱        | ۰        | ۰         | ۰         | ۱     |
| مجموع      | مجموع      | مجموع            | ۶۰       | ۸        | ۱         | ۱۲        | ۸۱    |

گل‌های بازی‌های دوستانه در این آمار محاسبه نشده است.

### کارت‌های گرفته شده
این جدول شامل همهٔ رقابت‌های رسمی در فصل ۹۲–۱۳۹۱ می‌باشد.
آخرین بروزرسانی ۲۰ فروردین ۱۳۹۳
|       |       |                  | لیگ برتر | لیگ برتر                      | لیگ برتر | جام حذفی | جام حذفی                      | جام حذفی | آسیا ۲۰۱۲ | آسیا ۲۰۱۲                     | آسیا ۲۰۱۲ | آسیا ۲۰۱۳ | آسیا ۲۰۱۳                     | آسیا ۲۰۱۳ | مجموع | مجموع                         | مجموع    |
| شماره | پست   | نام              |          | Yellow card · Yellow-red card | Red card |          | Yellow card · Yellow-red card | Red card |           | Yellow card · Yellow-red card | Red card  |           | Yellow card · Yellow-red card | Red card  |       | Yellow card · Yellow-red card | Red card |
| ----- | ----- | ---------------- | -------- | ----------------------------- | -------- | -------- | ----------------------------- | -------- | --------- | ----------------------------- | --------- | --------- | ----------------------------- | --------- | ----- | ----------------------------- | -------- |
| ۳۳    | FW    | محمدرضا خلعتبری  | ۷        | ۰                             | ۰        | ۲        | ۰                             | ۰        | ۰         | ۰                             | ۰         | ۱         | ۰                             | ۰         | ۱۰    | ۰                             | ۰        |
| ۵     | DF    | محمدعلی احمدی    | ۶        | ۱                             | ۰        | ۱        | ۰                             | ۰        | ۰         | ۰                             | ۰         | ۱         | ۰                             | ۰         | ۸     | ۱                             | ۰        |
| ۱۵    | MF    | امید ابراهیمی    | ۶        | ۰                             | ۰        | ۱        | ۰                             | ۰        | ۱         | ۰                             | ۰         | ۰         | ۰                             | ۰         | ۸     | ۰                             | ۰        |
| ۳     | DF    | فرشید طالبی      | ۶        | ۱                             | ۱        | ۰        | ۰                             | ۱        | ۰         | ۰                             | ۰         | ۱         | ۰                             | ۰         | ۷     | ۱                             | ۲        |
| ۳۸    | DF    | اروین بولکو      | ۵        | ۱                             | ۰        | ۱        | ۰                             | ۰        | ۰         | ۰                             | ۰         | ۰         | ۰                             | ۰         | ۶     | ۱                             | ۰        |
| ۱۷    | DF    | ابوالحسن جعفری   | ۵        | ۰                             | ۱        | ۰        | ۰                             | ۰        | ۰         | ۰                             | ۰         | ۱         | ۰                             | ۰         | ۶     | ۰                             | ۱        |
| ۲۱    | FW    | رادومیر جالوویچ  | ۳        | ۰                             | ۰        | ۰        | ۰                             | ۰        | ۰         | ۰                             | ۰         | ۰         | ۰                             | ۰         | ۳     | ۰                             | ۰        |
| ۴۰    | MF    | عادل کلاه کج     | ۳        | ۰                             | ۰        | ۰        | ۰                             | ۰        | ۰         | ۰                             | ۰         | ۰         | ۰                             | ۰         | ۳     | ۰                             | ۰        |
| ۱۴    | FW    | جواهیر سوکای     | ۳        | ۰                             | ۰        | ۰        | ۰                             | ۰        | ۰         | ۰                             | ۰         | ۰         | ۰                             | ۰         | ۳     | ۰                             | ۰        |
| ۶     | DF    | میلان سوشاک      | ۲        | ۱                             | ۰        | ۰        | ۰                             | ۰        | ۰         | ۰                             | ۰         | ۱         | ۰                             | ۰         | ۳     | ۱                             | ۰        |
| ۲۸    | DF    | احسان حاج صفی    | ۲        | ۰                             | ۱        | ۰        | ۰                             | ۰        | ۰         | ۰                             | ۰         | ۱         | ۰                             | ۰         | ۳     | ۰                             | ۱        |
| ۶     | DF    | هادی تأمینی      | ۲        | ۰                             | ۰        | ۰        | ۰                             | ۰        | ۰         | ۰                             | ۰         | ۰         | ۰                             | ۰         | ۲     | ۰                             | ۰        |
| ۹     | MF    | مهدی جعفرپور     | ۲        | ۰                             | ۰        | ۰        | ۰                             | ۰        | ۰         | ۰                             | ۰         | ۰         | ۰                             | ۰         | ۲     | ۰                             | ۰        |
| ۴     | MF    | محرم نویدکیا     | ۱        | ۰                             | ۰        | ۰        | ۰                             | ۰        | ۱         | ۰                             | ۰         | ۰         | ۰                             | ۰         | ۲     | ۰                             | ۰        |
| ۱۱    | DF    | محسن ایران نژاد  | ۱        | ۰                             | ۰        | ۰        | ۰                             | ۰        | ۰         | ۰                             | ۰         | ۱         | ۰                             | ۰         | ۲     | ۰                             | ۰        |
| ۲     | DF    | حسن اشجاری       | ۱        | ۰                             | ۰        | ۰        | ۰                             | ۰        | ۰         | ۰                             | ۰         | ۰         | ۰                             | ۰         | ۱     | ۰                             | ۰        |
| ۷     | MF    | میلاد زنیدپور    | ۱        | ۰                             | ۰        | ۰        | ۰                             | ۰        | ۰         | ۰                             | ۰         | ۰         | ۰                             | ۰         | ۱     | ۰                             | ۰        |
| ۲۳    | MF    | امین جهان عالیان | ۱        | ۰                             | ۰        | ۰        | ۰                             | ۰        | ۰         | ۰                             | ۰         | ۰         | ۰                             | ۰         | ۱     | ۰                             | ۰        |
| ۳۵    | GK    | شهاب گردان       | ۱        | ۰                             | ۰        | ۰        | ۰                             | ۰        | ۰         | ۰                             | ۰         | ۰         | ۰                             | ۰         | ۱     | ۰                             | ۰        |
| ۱     | GK    | محمدباقر صادقی   | ۰        | ۰                             | ۰        | ۱        | ۰                             | ۰        | ۰         | ۰                             | ۰         | ۰         | ۰                             | ۰         | ۱     | ۰                             | ۰        |
| ۸     | FW    | محمد غلامی       | ۰        | ۰                             | ۰        | ۰        | ۰                             | ۰        | ۰         | ۰                             | ۰         | ۱         | ۰                             | ۰         | ۱     | ۰                             | ۰        |
| ۱۰    | MF    | حسین پاپی        | ۰        | ۰                             | ۰        | ۰        | ۰                             | ۰        | ۰         | ۰                             | ۰         | ۱         | ۰                             | ۰         | ۱     | ۰                             | ۰        |
| ۱۸    | DF    | محمدحسین مرادمند | ۰        | ۱                             | ۰        | ۰        | ۰                             | ۰        | ۰         | ۰                             | ۰         | ۰         | ۰                             | ۰         | ۰     | ۱                             | ۰        |
| ۲۲    | GK    | رضا محمدی        | ۰        | ۰                             | ۰        | ۰        | ۰                             | ۰        | ۰         | ۰                             | ۱         | ۰         | ۰                             | ۰         | ۰     | ۰                             | ۱        |
| مجموع | مجموع | مجموع            | ۵۸       | ۵                             | ۳        | ۶        | ۰                             | ۱        | ۲         | ۰                             | ۱         | ۹         | ۰                             | ۰         | ۷۵    | ۵                             | ۵        |

### آمار دروازه‌بان‌ها
آخرین بروز رسانی ۲۰ فروردین ۱۳۹۱
|       |       |                | لیگ برتر | لیگ برتر | جام حذفی | جام حذفی | آسیا ۲۰۱۲ | آسیا ۲۰۱۲ | آسیا ۲۰۱۳ | آسیا ۲۰۱۳ | مجموع | مجموع    | مجموع        |
| شماره | پست   | نام            | Apps.    | G. cond. | Apps.    | G. cond. | Apps.     | G. cond.  | Apps.     | G. cond.  | Apps. | G. cond. | Clean Sheets |
| ----- | ----- | -------------- | -------- | -------- | -------- | -------- | --------- | --------- | --------- | --------- | ----- | -------- | ------------ |
| ۱     | GK    | محمدباقر صادقی | ۱۱       | ۱۰       | ۲        | ۱        | ۱         | ۴         | ۱         | ۱         | ۱۵    | ۱۶       | ۴            |
| ۲۲    | GK    | رضا محمدی      | ۶        | ۸        | ۰        | ۰        | ۱         | ۰         | ۰         | ۰         | ۷     | ۸        | ۴            |
| ۳۵    | GK    | شهاب گردان     | ۱۷       | ۱۵       | ۳        | ۳        | ۰         | ۰         | ۵         | ۱۲        | ۲۵    | ۳۰       | ۸            |
| مجموع | مجموع | مجموع          | ۳۴       | ۳۳       | ۵        | ۴        | ۲         | ۴         | ۶         | ۱۳        | ۴۷    | ۵۴       | ۱۶           |

### گل به خودی
آخرین بروزرسانی ۲۰ فروردین ۱۳۹۳
| شماره | پست   | نام             | لیگ برتر | جام حذفی | آسیا ۲۰۱۲ | آسیا ۲۰۱۳ | مجموع |
| ----- | ----- | --------------- | -------- | -------- | --------- | --------- | ----- |
| ۲     | DF    | حسن اشجاری      | ۱        | ۰        | ۰         | ۰         | ۱     |
| ۱۱    | DF    | محسن ایران نژاد | ۱        | ۰        | ۰         | ۰         | ۱     |
| مجموع | مجموع | مجموع           | ۲        | ۰        | ۰         | ۰         | ۲     |

### زمان حضور هر بازیکن
آخرین بازبینی ۲۰ فروردین ۱۳۹۳
| شماره | پست   | نام              | لیگ برتر | جام حذفی | آسیا ۲۰۱۲ | آسیا ۲۰۱۳ | مجموع |
| ----- | ----- | ---------------- | -------- | -------- | --------- | --------- | ----- |
| ۱۵    | MF    | امید ابراهیمی    | ۲۸۴۰     | ۴۵۰      | ۱۵۲       | ۵۲۶       | ۳۹۶۸  |
| ۳۳    | FW    | محمدرضا خلعتبری  | ۲۶۹۱     | ۵۴۰      | ۱۱۹       | ۴۷۹       | ۳۸۲۹  |
| ۵     | DF    | محمدعلی احمدی    | ۲۲۸۴     | ۵۱۲      | ۱۸۰       | ۴۵۰       | ۳۴۲۶  |
| ۳     | DF    | فرشید طالبی      | ۲۴۷۰     | ۳۲۶      | ۱۸۰       | ۴۰۱       | ۳۳۷۷  |
| ۴     | MF    | محرم نویدکیا     | ۲۳۴۴     | ۴۵۳      | ۱۷۶       | ۱۵۹       | ۳۱۳۲  |
| ۳۸    | DF    | اروین بولکو      | ۱۷۶۴     | ۵۴۰      | ۱۸۰       | ۲۳۶       | ۲۷۲۰  |
| ۱۷    | DF    | ابوالحسن جعفری   | ۱۸۵۰     | ۲۱۰      | ۰         | ۴۰۱       | ۲۴۶۱  |
| ۱۰    | MF    | حسین پاپی        | ۱۵۳۳     | ۴۶۰      | ۰         | ۳۵۴       | ۲۳۷۴  |
| ۱۴    | FW    | جواهیر سوکای     | ۱۶۵۴     | ۲۵۲      | ۶۳        | ۳۵۳       | ۲۳۲۲  |
| ۳۵    | GK    | شهاب گردان       | ۱۵۳۰     | ۳۳۰      | ۰         | ۴۵۰       | ۲۳۱۰  |
| ۲۱    | FW    | رادومیر جالوویچ  | ۱۳۸۳     | ۱۰۷      | ۱۳۵       | ۲۷۰       | ۱۹۰۵  |
| ۲۸    | DF    | احسان حاج صفی    | ۱۳۵۱     | ۲۲۳      | ۰         | ۲۹۷       | ۱۸۷۱  |
| ۲۳    | MF    | امین جهان عالیان | ۱۰۶۰     | ۱۴۲      | ۰         | ۳۱۲       | ۱۵۱۴  |
| ۸     | FW    | محمد غلامی       | ۱۰۰۳     | ۲۵۶      | ۷         | ۲۳۶       | ۱۵۰۲  |
| ۲     | DF    | حسن اشجاری       | ۱۳۰۵     | ۰        | ۱۸۰       | ۰         | ۱۴۸۵  |
| ۶     | DF    | میلان سوشاک      | ۷۸۶      | ۳۳۰      | ۰         | ۳۶۰       | ۱۴۷۶  |
| ۱     | GK    | محمدباقر صادقی   | ۹۹۰      | ۲۱۰      | ۶۴        | ۹۰        | ۱۳۵۴  |
| ۲۰    | MF    | احمد جمشیدیان    | ۹۴۴      | ۱۰۴      | ۶۷        | ۱۸۳       | ۱۲۹۸  |
| ۱۱    | DF    | محسن ایران نژاد  | ۵۵۷      | ۳۵۳      | ۰         | ۲۹۹       | ۱۲۰۹  |
| ۹     | MF    | مهدی جعفرپور     | ۹۰۴      | ۹۰       | ۲۰۳       | ۰         | ۱۱۹۷  |
| ۴۰    | MF    | عادل کلاه کج     | ۷۰۰      | ۰        | ۱۸۰       | ۰         | ۸۸۰   |
| ۶     | DF    | هادی تأمینی      | ۸۲۹      | ۰        | ۰         | ۰         | ۸۲۹   |
| ۲۲    | GK    | رضا محمدی        | ۵۴۰      | ۰        | ۱۱۷       | ۰         | ۶۵۷   |
| ۷     | MF    | میلاد زنیدپور    | ۲۴۷      | ۰        | ۰         | ۰         | ۲۴۷   |
| ۱۸    | DF    | محمدحسین مرادمند | ۱۴۵      | ۰        | ۰         | ۰         | ۱۴۵   |
| ۲۴    | MF    | اکبر ایمانی      | ۰        | ۱        | ۰         | ۴۵        | ۴۶    |
| ۱۲    | MF    | علی کریمی        | ۰        | ۰        | ۰         | ۱۷        | ۱۷    |
| مجموع | مجموع | مجموع            | ۳۲۷۶۳    | ۵۸۸۳     | ۱۹۳۵      | ۵۹۸۶      | ۴۶۵۷۳ |

### آمار کلی
آخرین بروزرسانی ۲۰ فروردین ۱۳۹۳
|                             | مجموع | میزبان          | مهمان           | زمین بی‌طرف      |
| --------------------------- | ----- | --------------- | --------------- | --------------- |
| بازی‌های انجام شده           | ۴۷    | ۲۳              | ۲۴              | ۰               |
| برد                         | ۲۷    | ۱۵              | ۱۲              | ۰               |
| مساوی                       | ۸     | ۳               | ۵               | ۰               |
| باخت                        | ۱۲    | ۵               | ۷               | ۰               |
| بهترین برد                  | ۴–۰   | ۳–۰             | ۴–۰             | ۰               |
| بدترین باخت                 | ۴–۱   | ۴–۱             | ۴–۱             | ۰               |
| بهترین برد در لیگ           | ۴–۰   | ۳–۰             | ۴–۰             | ۰               |
| بهترین برد در حذفی          | ۲–۰   | ۲–۰             | ۱–۰             | ۰               |
| بهترین برد در آسیا          | ۳–۰   | ۳–۰             | ۲–۱             | ۰               |
| بدترین شکست در لیگ          | ۴–۱   | ۴–۱             | ۱–۰             | ۰               |
| بدترین شکست در حذفی         | -     | -               | -               | -               |
| بدترین شکست در آسیا         | ۴–۱   | ۴–۲             | ۴–۱             | ۰               |
| دروازه بسته                 | ۱۶    | ۱۰              | ۶               | ۰               |
| گل زده                      | ۸۱    | ۴۳              | ۳۸              | ۰               |
| گل خورده                    | ۵۴    | ۲۴              | ۳۰              | ۰               |
| تفاضل گل                    | ۲۷+   | ۱۹+             | ۸+              | ۰               |
| میانگین گل زده در هر بازی   | ۱٫۷۲  | ۱٫۸۷            | ۱٫۵۸            | ۰               |
| میانگین گل خورده در هر بازی | ۱٫۱۵  | ۱٫۰۴            | ۱٫۲۵            | ۰               |
| امتیاز                      | ۸۹    | ۴۸              | ۴۱              | ۰               |
| درصد برد                    | ۵۷٪   | ۶۵٪             | ۵۰٪             | ۰               |
| بیشترین بازی                | ۴۵    | محمدرضا خلعتبری | محمدرضا خلعتبری | محمدرضا خلعتبری |
| بیشترین دقایق حضور          | ۳۹۶۸  | امید ابراهیمی   | امید ابراهیمی   | امید ابراهیمی   |
| بازیکن برتر                 | ۱۶    | خلعتبری / سوکای | خلعتبری / سوکای | خلعتبری / سوکای |
| تاثیرگذارترین               | ۲۱    | محمدرضا خلعتبری | محمدرضا خلعتبری | محمدرضا خلعتبری |

## باشگاه

### کادر مربیگری
| پست                | نام            |
| ------------------ | -------------- |
| سرمربی             | زلاتکو کرانچار |
| کمک مربی           | محمود کریمی    |
| بدنساز             | بنجامبن کوگل   |
| مربی دروازه‌بان‌ها   | تونچی مردولیاس |
| آنالیزور           | مسعود پالیزدار |
| دکتر               | محمد رشیدی     |
| دستیار دکتر        | اصغر شیرکش     |
| مدیر آکادمی فوتبال | رضا فتاحی      |
| جانشین سرمربی      | محمد یاوری     |
| سرپرست             | رسول خوروش     |

#### عملکرد سرمربی
| فصل        | آمار | آمار  | آمار | آمار   | آمار     | آمار  | آمار   | آمار    | آمار     | آمار   | آمار       |
| بازی       | برد  | مساوی | باخت | گ. زده | گ. خورده | تفاضل | امتیاز | میانگین | درصد برد | رتبه   |            |
| ---------- | ---- | ----- | ---- | ------ | -------- | ----- | ------ | ------- | -------- | ------ | ---------- |
| لیگ ۹۲–۹۱  | ۳۴   | ۱۹    | ۷    | ۸      | ۶۰       | ۳۳    | ۲۷+    | ۶۴      | ۱٫۸۸     | ۵۵٫۸۸٪ | سوم        |
| حذفی ۹۲–۹۱ | ۵    | ۵     | ۰    | ۰      | ۱۷       | ۱۰    | ۷+     | ۱۵      | ۳        | ۱۰۰٪   | قهرمان     |
| آسیا ۲۰۱۲  | ۲    | ۰     | ۱    | ۱      | ۱        | ۴     | ۳-     | ۱       | ۰٫۵      | ۰٪     | نیمه نهایی |
| آسیا ۲۰۱۳  | ۶    | ۳     | ۰    | ۳      | ۱۲       | ۱۳    | ۱-     | ۹       | ۱٫۵      | ۵۰٪    | گروهی      |
| مجموع      | ۴۷   | ۲۷    | ۸    | ۱۲     | ۹۰       | ۶۰    | ۳۰+    | ۸۹      | ۱٫۸۹     | ۵۷٫۴۴٪ |            |

### بقیه پرسنل
| مدیرعامل       | علیرضا رحیمی |
| مدیرعامل پیشین | محمدرضا ساکت |

### زمین
| زمین مسابقه | فولادشهر       |
| زمین تمرین  | ورزشگاه جروکان |